# Бакстон, Джон Болдуин
Джон Болдуин Бакстон (англ. John Baldwin Buckstone; 1802—1879) — английский актёр и драматург; директор «Haymarket Theatre» с 1853 по 1877 год.

## Биография
Джон Болдуин Бакстон родился 14 сентября 1802 года в Ист-Энде в Лондоне в районе Хокстон (англ. Hoxton). По окончании гимназии стал изучать адвокатуру, но страсть к театру заставила его отказаться от юридической карьеры.

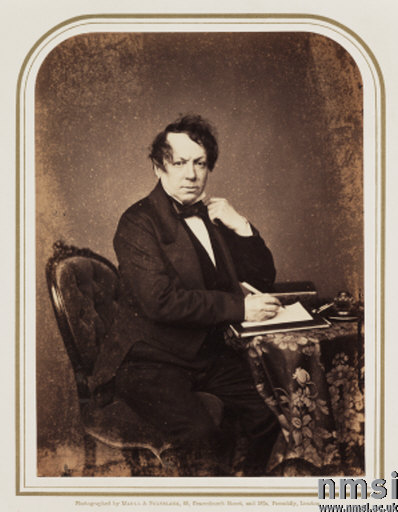
Джон Болдуин Бакстон

Начал свою сценическую деятельность с передвижным театром на захолустных провинциальных сценах юго-востока Англии, но, в 1824 году, знакомство с актёром Эдмундом Кином, дало ему возможность блеснуть лондонской сцене.
Выступая на подмостках театра Адельфи Бакстон начал сам довольно успешно писать драматические произведения.
Большую известность ему принесло исполнение главной роли в собственной пьесе: «Luke the labourer», и с тех пор Бакстон сделался любимцем лондонской публики. Небольшого роста, но приятной наружности, выразительный и талантливый в игре, он надолго привлек к себе симпатии зрителей.
С 1853 года Бакстон состоял директором Гайдемаркетского театра (англ. Haymarket Theatre).
На протяжении многих лет Бакстона связывали близкие отношения с актрисой Фанни Фицуильям (англ. Fanny Fitzwilliam) и они уже собирались пожениться, но Фанни заболела холерой и 11 сентября 1854 года скончалась.
Всего Бакстон написал около полутора сотен сочинений, среди которых были, в частности, «A lesson for ladies» и «The green bushes».
В 1877 году в результате болезни Джон Болдуин Бакстон вынужден был оставить должность директора театра. Два года спустя он умер в своём лондонском доме, но до самой своей кончины (31 октября 1879 года) старался посещать все премьеры коллектива, которому посвятил почти четверть века.

## Избранная библиография
- «Luke the labourer»
- «Popping the question»,
- «Mary Ann»,
- «Uncle John»,
- «Maried life»,
- «Good for nothing»,
- «A lesson for ladies»,
- «The green bushes».